# Том Курверс
Том Курверс (англ. Tom Kurvers, 14 вересня 1962, Міннеаполіс — 21 червня 2021) — американський хокеїст, що грав на позиції захисника.
Володар Кубка Стенлі. Провів понад 700 матчів у Національній хокейній лізі.

## Ігрова кар'єра
Хокейну кар'єру розпочав 1979 року.
1981 року був обраний на драфті НХЛ під 145-м загальним номером командою «Монреаль Канадієнс». 
Протягом професійної клубної ігрової кар'єри, що тривала 13 років, захищав кольори команд «Монреаль Канадієнс», «Баффало Сейбрс», «Нью-Джерсі Девілс», «Торонто Мейпл-Ліфс», «Ванкувер Канакс», «Нью-Йорк Айлендерс» та «Анагайм Дакс».
Загалом провів 716 матчів у НХЛ, включаючи 57 ігор плей-оф Кубка Стенлі.

## Нагороди та досягнення
- Володар Кубка Стенлі в складі «Монреаль Канадієнс» — 1986.

## Статистика

### Клубні виступи
| Сезон        | Клуб                         | Ліга         | Регулярний сезон | Регулярний сезон | Регулярний сезон | Регулярний сезон | Регулярний сезон | Плей-оф | Плей-оф | Плей-оф | Плей-оф | Плей-оф |
| Сезон        | Клуб                         | Ліга         | І                | Г                | П                | О                | ШХ               | І       | Г       | П       | О       | ШХ      |
| ------------ | ---------------------------- | ------------ | ---------------- | ---------------- | ---------------- | ---------------- | ---------------- | ------- | ------- | ------- | ------- | ------- |
| 1979–80      | Блумінгтон                   | МНВШ         |                  |                  |                  |                  |                  |         |         |         |         |         |
| 1980–81      | Блумінгтон                   | МНВШ         |                  |                  |                  |                  |                  |         |         |         |         |         |
| 1980–81      | «Міннесота-Дулут Бульдогс»   | НКАА         | 39               | 6                | 24               | 30               | 48               | —       | —       | —       | —       | —       |
| 1981–82      | «Міннесота-Дулут Бульдогс»   | ЗКХА         | 37               | 11               | 31               | 42               | 18               | —       | —       | —       | —       | —       |
| 1982–83      | «Міннесота-Дулут Бульдогс»   | ЗКХА         | 45               | 8                | 36               | 44               | 42               | —       | —       | —       | —       | —       |
| 1983–84      | «Міннесота-Дулут Бульдогс»   | ЗКХА         | 43               | 18               | 58               | 76               | 46               | —       | —       | —       | —       | —       |
| 1984–85      | «Монреаль Канадієнс»         | НХЛ          | 75               | 10               | 35               | 45               | 30               | 12      | 0       | 6       | 6       | 6       |
| 1985–86      | «Монреаль Канадієнс»         | НХЛ          | 62               | 7                | 23               | 30               | 36               | —       | —       | —       | —       | —       |
| 1986–87      | «Монреаль Канадієнс»         | НХЛ          | 1                | 0                | 0                | 0                | 2                | —       | —       | —       | —       | —       |
| 1986–87      | «Баффало Сейбрс»             | НХЛ          | 55               | 6                | 17               | 23               | 22               | —       | —       | —       | —       | —       |
| 1987–88      | «Нью-Джерсі Девілс»          | НХЛ          | 56               | 5                | 29               | 34               | 46               | 19      | 6       | 9       | 15      | 38      |
| 1988–89      | «Нью-Джерсі Девілс»          | НХЛ          | 74               | 16               | 50               | 66               | 38               | —       | —       | —       | —       | —       |
| 1989–90      | «Нью-Джерсі Девілс»          | НХЛ          | 1                | 0                | 0                | 0                | 0                | —       | —       | —       | —       | —       |
| 1989–90      | «Торонто Мейпл-Ліфс»         | НХЛ          | 70               | 15               | 37               | 52               | 29               | 5       | 0       | 3       | 3       | 4       |
| 1990–91      | «Торонто Мейпл-Ліфс»         | НХЛ          | 19               | 0                | 3                | 3                | 8                | —       | —       | —       | —       | —       |
| 1990–91      | «Ванкувер Канакс»            | НХЛ          | 32               | 4                | 23               | 27               | 20               | 6       | 2       | 2       | 4       | 12      |
| 1991–92      | «Нью-Йорк Айлендерс»         | НХЛ          | 74               | 9                | 47               | 56               | 30               | —       | —       | —       | —       | —       |
| 1992–93      | «Кепітал Дістрікт Айлендерс» | АХЛ          | 7                | 3                | 4                | 7                | 8                | —       | —       | —       | —       | —       |
| 1992–93      | «Нью-Йорк Айлендерс»         | НХЛ          | 52               | 8                | 30               | 38               | 38               | 12      | 0       | 2       | 2       | 6       |
| 1993–94      | «Нью-Йорк Айлендерс»         | НХЛ          | 66               | 9                | 31               | 40               | 47               | 3       | 0       | 0       | 0       | 2       |
| 1994–95      | «Анагайм Дакс»               | НХЛ          | 22               | 4                | 3                | 7                | 6                | —       | —       | —       | —       | —       |
| 1995–96      | «Сейбу Тецудо»               | Японія       | 40               | 18               | 34               | 52               | 85               | 2       | 1       | 2       | 3       | 36      |
| Усього в НХЛ | Усього в НХЛ                 | Усього в НХЛ | 659              | 93               | 328              | 421              | 352              | 57      | 8       | 22      | 30      | 68      |

### Збірна
| Рік                | Команда            | Турнір             |    | І | Г | П | О  | ШХ |
| ------------------ | ------------------ | ------------------ | -- | - | - | - | -- | -- |
| 1982               | США                | МЧС                | 7  | 3 | 3 | 6 | 16 |    |
| 1987               | США                | ЧС                 | 10 | 3 | 1 | 4 | 11 |    |
| 1989               | США                | ЧС                 | 10 | 2 | 2 | 4 | 8  |    |
| Молодіжна збірна   | Молодіжна збірна   | Молодіжна збірна   | 7  | 3 | 3 | 6 | 16 |    |
| Національна збірна | Національна збірна | Національна збірна | 20 | 5 | 3 | 8 | 19 |    |